# Xanthopimpla cryptata
Xanthopimpla cryptata är en stekelart som beskrevs av André Seyrig 1932. Xanthopimpla cryptata ingår i släktet Xanthopimpla och familjen brokparasitsteklar. Inga underarter finns listade i Catalogue of Life.